# ح امد میرانی
حامد میرانی (زادهٔ ۹ اسفند ۱۳۷۴ در کرمان) خواننده، ترانه‌سرا و نوازندهٔ پاپ ایرانی است. او از میانهٔ دههٔ ۱۳۹۰ وارد عرصهٔ موسیقی شد و با آثار خود در رسانه‌های خبری معتبر ایران مورد توجه قرار گرفت. خبرگزاری کار ایران (ایلنا) و پایگاه خبری انتخاب او را به‌عنوان بخشی از موسیقی پاپ معاصر ایران معرفی کرده‌اند. این پوشش رسانه‌ای سرشناسی او را در موسیقی ایران تثبیت می‌کند.

## زندگی هنری
میرانی از سال ۲۰۱۴ فعالیت حرفه‌ای خود را آغاز کرد. او علاوه بر خوانندگی، نوازندهٔ گیتار و پیانو نیز هست. آثار او در پلتفرم‌های بین‌المللی همچون اپل میوزیک، اسپاتیفای و یوتیوب منتشر شده‌اند.
او در گفتگوهایی دربارهٔ اثر موسیقی بر کارکرد مغز و نیز دشواری‌های صنعت موسیقی ایران سخن گفته‌است.

## آثار برگزیده
- دَرو دَفا (۲۰۲۲)
- آغاسی